# Potrójna korona
Potrójna korona (tryplet) – to termin w piłce nożnej, oznaczający zdobycie trzech tytułów mistrzowskich przez zespół w ciągu jednego sezonu. Najczęściej oznacza to triumf w najwyższej klasie rozgrywkowej w kraju i pucharze kraju (tzw. dublet) oraz turnieju ogólnokontynentalnym, np. w Lidze Mistrzów UEFA) lub w Lidze Europy, jednak zależy to od struktury rozgrywek piłkarskich w danym państwie. Do potrójnej korony nie wlicza się natomiast zwycięstw w rozgrywkach składających się z zaledwie kilku meczów, takich jak krajowe superpuchary, czy Klubowe Mistrzostwa Świata. Stosunkowo często używany jest również zwrot „krajowa potrójna korona”, przypisywany zespołom, które zwyciężyły w trzech rozgrywkach państwowych – poza mistrzostwem ligowym i pucharowym w skład potrójnej korony może w tym przypadku wchodzić zwycięstwo w pucharze ligi.

## Historia potrójnych koron na świecie
| Konfederacja | Zespół              | Kraj                          | Sezon                              | Zdobyte tytuły                                                             |
| ------------ | ------------------- | ----------------------------- | ---------------------------------- | -------------------------------------------------------------------------- |
| AFC          | Yomiuri             | Japonia                       | 1987                               | Liga Japońska, Puchar Cesarza, Azjatycka Liga Mistrzów                     |
| AFC          | Al-Hilal            | Arabia Saudyjska              | 2019–20                            | Saudi Professional League, King Cup, Azjatycka Liga Mistrzów               |
| CAF          | FC Englebert        | Demokratyczna Republika Konga | 1967                               | Liga DRK, Puchar Kongo, Afrykańska Liga Mistrzów                           |
| CAF          | Vita Club           | Zair                          | 1973                               | Liga DRK, Puchar Kongo, Afrykańska Liga Mistrzów                           |
| CAF          | MC Algier           | Algieria                      | 1976                               | Liga Algierska, Puchar Algierii, Afrykańska Liga Mistrzów                  |
| CAF          | Hearts of Oak       | Ghana                         | 2000                               | Liga Ghańska, Puchar Ghany, Afrykańska Liga Mistrzów                       |
| CAF          | Al-Ahly             | Egipt                         | 2005–06, 2006–07, 2019–20, 2022–23 | Liga Egipska, Puchar Egiptu, Afrykańska Liga Mistrzów                      |
| CAF          | Espérance           | Tunezja                       | 2011                               | Liga Tunezyjska, Puchar Prezydenta Tunezji, Afrykańska Liga Mistrzów       |
| CONCACAF     | Cruz Azul           | Meksyk                        | 1969, 1997                         | Liga Meksykańska, Puchar Meksyku, Liga Mistrzów CONCACAF                   |
| CONCACAF     | Defence Force       | Trynidad i Tobago             | 1985                               | Liga Trynidadu i Tobago, Puchar Trynidadu i Tobago, Liga Mistrzów CONCACAF |
| CONCACAF     | Monterrey           | Meksyk                        | 2019‍–‍20                              | Liga Meksykańska, Puchar Meksyku, Liga Mistrzów CONCACAF                   |
| OFC          | Auckland City FC    | Nowa Zelandia                 | 2005–06, 2013–14, 2014–15, 2022    | Liga Nowozelandzka, Grand Final, Liga Mistrzów OFC                         |
| OFC          | Waitakere United    | Nowa Zelandia                 | 2008                               | Liga Nowozelandzka, Grand Final, Liga Mistrzów OFC                         |
| OFC          | Hienghène Sport     | Nowa Kaledonia                | 2019                               | Liga Nowokaledońska, Puchar Nowej Kaledonii, Liga Mistrzów OFC             |
| UEFA         | Celtic              | Szkocja                       | 1966–67                            | Liga Szkocka, Puchar Szkocji, Puchar Europy                                |
| UEFA         | AFC Ajax            | Holandia                      | 1971–72                            | Liga Holenderska, Puchar Holandii, Puchar Europy                           |
| UEFA         | PSV Eindhoven       | Holandia                      | 1987–88                            | Liga Holenderska, Puchar Holandii, Puchar Europy                           |
| UEFA         | Manchester United   | Anglia                        | 1998–99                            | Liga Angielska, Puchar Anglii, Liga Mistrzów UEFA                          |
| UEFA         | FC Barcelona        | Hiszpania                     | 2008–09, 2014–15                   | Liga Hiszpańska, Puchar Hiszpanii, Liga Mistrzów UEFA                      |
| UEFA         | Inter Mediolan      | Włochy                        | 2009–10                            | Liga Włoska, Puchar Włoch, Liga Mistrzów UEFA                              |
| UEFA         | Bayern Monachium    | Niemcy                        | 2012–13, 2019-20                   | Liga Niemiecka, Puchar Niemiec, Liga Mistrzów UEFA                         |
| UEFA         | Manchester City     | Anglia                        | 2022–23                            | Liga Angielska, Puchar Anglii, Liga Mistrzów UEFA                          |
| UEFA         | Paris Saint-Germain | Francja                       | 2024–25                            | Liga Francuska, Puchar Francji, Liga Mistrzów UEFA                         |

## Potrójne korony z triumfem w Lidze Europy
Innym rodzajem potrójnej korony jest, poza krajowym dubletem, wygrana w rozgrywkach kontynentalnych drugiej kategorii. W przypadku Europy mowa tu o Lidze Europy (wcześniej Puchar UEFA). Takie zdarzenie miało miejsce sześć razy:
| Zespół         | Kraj       | Tytuły krajowe                      | Sezon   | Krajowy Superpuchar |
| -------------- | ---------- | ----------------------------------- | ------- | ------------------- |
| Göteborg       | Szwecja    | Liga Szwedzka, Puchar Szwecji       | 1983    | -                   |
| Galatasaray SK | Turcja     | Liga Turecka, Puchar Turcji         | 2000    | -                   |
| Liverpool      | Anglia     | Puchar Anglii, League Cup           | 2000–01 | Wygrany             |
| FC Porto       | Portugalia | Liga Portugalska, Puchar Portugalii | 2002–03 | Wygrany             |
| FC Porto       | Portugalia | Liga Portugalska, Puchar Portugalii | 2010–11 | Wygrany             |
| CSKA Moskwa    | Rosja      | Liga Rosyjska, Puchar Rosji         | 2005    | Wygrany             |

## Krajowe potrójne korony
Za zdobycie krajowej potrójnej korony uważa się triumf w lidze najwyższej kategorii, krajowym pucharze oraz pucharze ligi. W wielu krajach jednak nie jest przeprowadzany puchar ligi, w związku z czym taki rodzaj potrójnej korony jest niemożliwy do zdobycia. W Brazylii nieoficjalna potrójna korona to nazwa zarezerwowana dla mistrza kraju, zwycięzcy narodowego pucharu oraz pucharu stanowego.
| Zespół                 | Kraj              | Ilość koron | Sezon                                                                  | Zdobyte tytuły                                                                     |
| ---------------------- | ----------------- | ----------- | ---------------------------------------------------------------------- | ---------------------------------------------------------------------------------- |
| Celtic                 | Szkocja           | 8           | 1966–67, 1968–69, 2000–01, 2016–17, 2017–18, 2018–19, 2019–20, 2022–23 | Liga Szkocka, Puchar Szkocji, Puchar Ligi Szkockiej                                |
| Rangers                | Szkocja           | 7           | 1948–49, 1963–64, 1975–76, 1977–78, 1992–93, 1998–99, 2002–03          | Liga Szkocka, Puchar Szkocji, Puchar Ligi Szkockiej                                |
| Linfield               | Irlandia Północna | 5           | 1921–22, 1961–62, 1993–94, 2005–06, 2007–08                            | Liga Północnoirlandzka, Puchar Irlandii Północnej, Puchar Ligi Północnoirlandzkiej |
| Buriram United         | Tajlandia         | 5           | 2011, 2013, 2015, 2021–22, 2022–23                                     | Liga Tajska, Puchar Tajlandii, Puchar Ligi Tajskiej                                |
| Paris Saint-Germain    | Francja           | 4           | 2014–15, 2015–16, 2017–18, 2019–20                                     | Ligue 1, Puchar Francji, Puchar Ligi Francuskiej                                   |
| Shamrock Rovers        | Irlandia          | 3           | 1924–25, 1931–32, 1963–64                                              | Liga Irlandzka, Puchar Irlandii, Tarcza Ligi Irlandzkiej                           |
| South China            | Hongkong          | 3           | 1987-88, 1990-91, 2006-07                                              | Liga Hongkongu, Tarcza Ligi Hongkongu, Puchar Hongkongu                            |
| Nissan Motors F.C.     | Japonia           | 2           | 1988–89, 1989–90                                                       | Liga Japońska, Puchar Cesarza, Puchar Ligi Japońskiej                              |
| Valletta FC            | Malta             | 2           | 1996–97, 2000–01                                                       | Maltese Premier League, Puchar Malty w piłce nożnej, Löwenbräu Cup                 |
| Kedah                  | Malezja           | 2           | 2007, 2008                                                             | Liga Malezyjska, Puchar Malezji, Puchar Ligi Malezyjskiej                          |
| Melbourne Victory      | Australia         | 2           | 2008–09, 2015                                                          | Liga Australijska Premiership, Liga Australijska Grand Final Puchar Australii      |
| The New Saints         | Walia             | 2           | 2014–15, 2015–16                                                       | Liga Walijska, Puchar Walii, Puchar Ligi Walijskiej                                |
| Mamelodi Sundowns      | Południowa Afryka | 2           | 2019–20, 2021–22                                                       | Premier Soccer League, Puchar Nedbanku, Telkom Knockout                            |
| Johor Darul Takzim     | Malezja           | 2           | 2022, 2023                                                             | Liga Malezyjska, Puchar Malezji, Puchar Ligi Malezyjskiej                          |
| Bohemians              | Irlandia          | 1           | 1927–28                                                                | Liga Irlandzka, Puchar Irlandii, Tarcza Ligi Irlandzkiej                           |
| Fall River Marksmen    | Stany Zjednoczone | 1           | 1930                                                                   | Liga Amerykańska, Puchar USA, Puchar Ligi Amerykańskiej                            |
| New York Brookhattan   | Stany Zjednoczone | 1           | 1945                                                                   | Liga Amerykańska, Puchar USA, Puchar Ligi Amerykańskiej                            |
| Toronto Croatia        | Kanada            | 1           | 1971                                                                   | Liga Kanadyjska, Puchar Kanady, Puchar Ligi Kanadyjskiej                           |
| Mitsubishi Motors F.C. | Japonia           | 1           | 1978                                                                   | Liga Japońska, Puchar Cesarza, Puchar Ligi Japońskiej                              |
| Servette FC            | Szwajcaria        | 1           | 1978–79                                                                | Liga Szwajcarska, Puchar Szwajcarii, Puchar Ligi Szwajcarskiej                     |
| Lewski Sofia           | Bułgaria          | 1           | 1984                                                                   | Liga Bułgarska, Puchar Bułgarii, Puchar Armii Sowieckiej                           |
| CSKA Sofia             | Bułgaria          | 1           | 1989                                                                   | Liga Bułgarska, Puchar Bułgarii, Puchar Armii Sowieckiej                           |
| Derry City             | Irlandia          | 1           | 1988–89                                                                | Liga Irlandzka, Puchar Irlandii, Tarcza Ligi Irlandzkiej                           |
| Melbourne Knights      | Australia         | 1           | 1994–95                                                                | Liga Australijska, Puchar Australii, Grand Final                                   |
| Barry Town             | Walia             | 1           | 1996–97                                                                | Liga Walijska, Puchar Walii, Puchar Ligi Walijskiej                                |
| Al-Quwa Al-Jawiya      | Irak              | 1           | 1996–97                                                                | Liga Iracka, Puchar Iraku, Elitarny Puchar Iraku                                   |
| Al-Zawraa              | Irak              | 1           | 1999–2000                                                              | Liga Iracka, Puchar Iraku, Elitarny Puchar Iraku                                   |
| Bayern Monachium       | Niemcy            | 1           | 1999–2000                                                              | Liga Niemiecka, Puchar Niemiec, Puchar Ligi Niemieckiej                            |
| Kashima Antlers        | Japonia           | 1           | 2000                                                                   | Liga Japońska, Puchar Cesarza, Yamazaki Nabisco Cup                                |
| Cruzeiro EC            | Brazylia          | 1           | 2003                                                                   | Puchar Stanowy, Puchar Brazylii, Liga Brazylijska                                  |
| Rhyl F.C.              | Walia             | 1           | 2003–04                                                                | Liga Walijska, Puchar Walii, Puchar Ligi Walijskiej                                |
| Sun Hei                | Hongkong          | 1           | 2004–05                                                                | Liga Hongkongu, Tarcza Ligi Hongkongu, Puchar Hongkongu                            |
| Al-Sadd                | Katar             | 1           | 2007                                                                   | Liga Katarska, Puchar Kataru, Puchar Korony Księcia                                |
| Debreceni VSC          | Węgry             | 1           | 2009–10                                                                | Liga Węgierska, Puchar Węgier, Puchar Ligi Węgierskiej                             |
| Orlando Pirates        | Południowa Afryka | 1           | 2010–11                                                                | Premier Soccer League, Puchar Nedbanku, Telkom Knockout                            |
| SL Benfica             | Portugalia        | 1           | 2013–14                                                                | Liga Portugalska, Puchar Portugalii, Puchar Ligi                                   |
| FCSB                   | Rumunia           | 1           | 2014–15                                                                | Liga I, Puchar Rumunii, Puchar Ligi Rumuńskiej                                     |
| Maccabi Tel Awiw       | Izrael            | 1           | 2014–15                                                                | Liga Izraelska, Puchar Izraela, Toto Cup                                           |
| Sydney FC              | Australia         | 1           | 2017                                                                   | Liga Australijska Premiership, Liga Australijska Grand Final Puchar Australii      |
| Al-Duhail              | Katar             | 1           | 2018                                                                   | Liga Katarska, Puchar Kataru, Puchar Emira                                         |
| Manchester City        | Anglia            | 1           | 2018–19                                                                | Premier League, Puchar Anglii, Puchar Ligi Angielskiej                             |
| Paxtakor Taszkent      | Uzbekistan        | 1           | 2019                                                                   | Oʻzbekiston PFL, Puchar Uzbekistanu, Puchar Ligi Uzbekistańskiej                   |
| Atlético Mineiro       | Brazylia          | 1           | 2021                                                                   | Campeonato Brasileiro Série A, Copa do Brasil, Campeonato Mineiro                  |